# 상호 접속 위치
상호 접속 위치(point of presence, PoP)는 통신 엔터티 간의 인공적인 경계 지점 또는 네트워크 인터페이스 지점이다. 일반적인 예로는 사용자가 ISP(인터넷 서비스 공급자)를 통해 인터넷에 연결할 수 있도록 하는 로컬 액세스 지점인 ISP 접속 지점이 있다. PoP는 일반적으로 서버, 라우터, 네트워크 스위치, 멀티플렉서 및 기타 네트워크 인터페이스 장비를 수용하며 일반적으로 데이터 센터에 위치한다. ISP에는 일반적으로 여러 PoP가 있다. PoP는 인터넷 익스체인지 포인트와 코로케이션 센터에 위치하는 경우가 많다.
미국에서 이 용어는 법원 명령에 따라 벨 전화 시스템이 해체되는 동안 중요해졌다. 접속 지점은 장거리 통신 사업자(IXC)가 서비스를 종료하고 지역 전화 네트워크(LATA)에 연결을 제공할 수 있는 위치였다.

## 같이 보기
- 콘텐츠 전송 네트워크
- 웹 캐시